# Markišavci
Markišavci (mađarski: Márkusháza, prekomurski: Markiševci, prije Markoševci ili Markušovci) je naselje u slovenskoj Općini Murska Sobota. Markišavci se nalazi u pokrajini Prekomurju i statističkoj regiji Pomurju. 

## Stanovništvo
Prema popisu stanovništva iz 2002. godine naselje je imalo 160 stanovnika.